# Ludhiana Airport
Ludhiana Airport är en flygplats i Indien.   Den ligger i distriktet Ludhiana och delstaten Punjab, i den norra delen av landet, 270 km nordväst om huvudstaden New Delhi. Ludhiana Airport ligger 260 meter över havet.
Terrängen runt Ludhiana Airport är mycket platt. Runt Ludhiana Airport är det mycket tätbefolkat, med 1 956 invånare per kvadratkilometer. Närmaste större samhälle är Ludhiana, 11,4 km nordväst om Ludhiana Airport. Trakten runt Ludhiana Airport består till största delen av jordbruksmark.